# Daniela Schwarzer

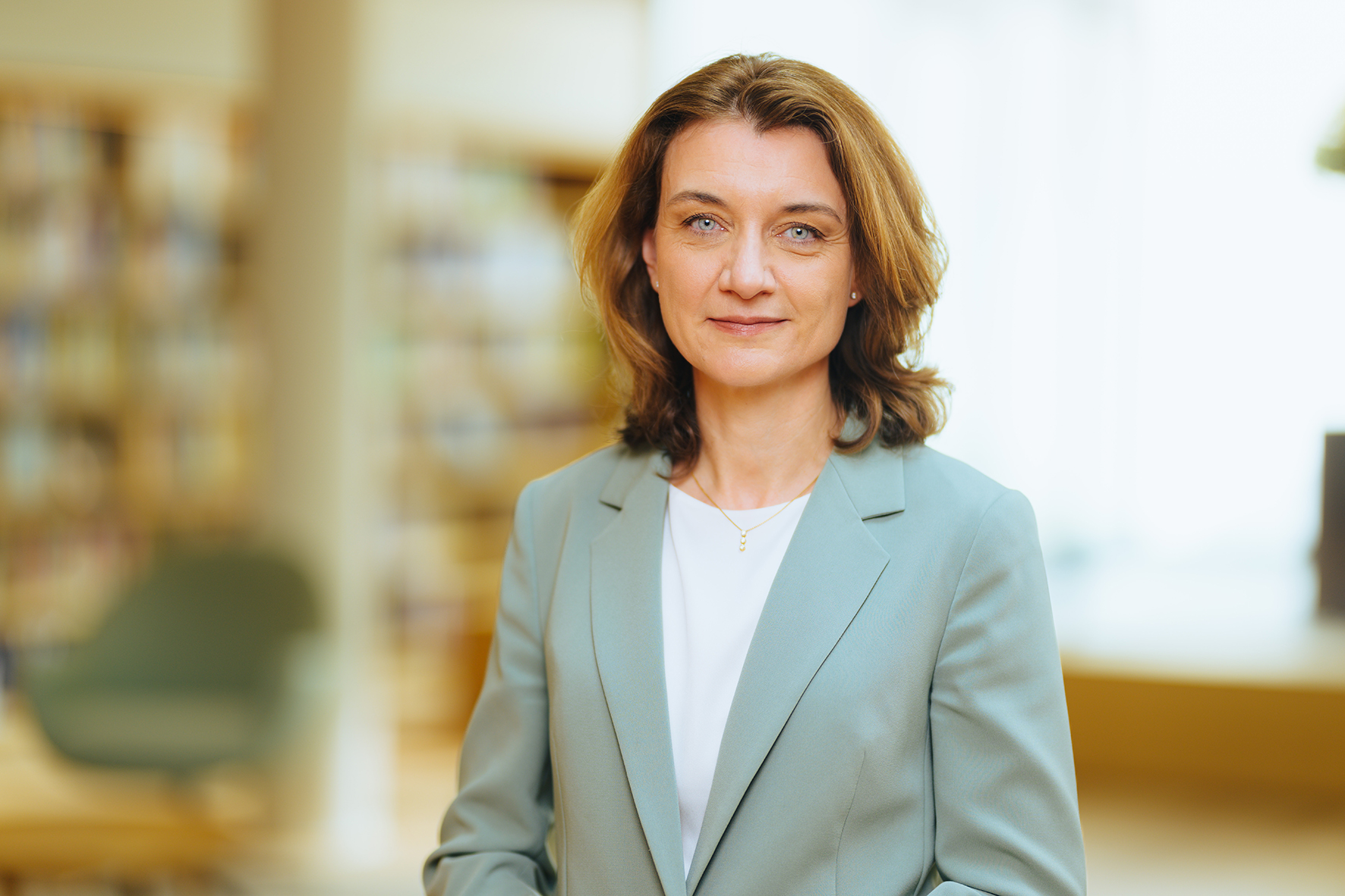
Daniela Schwarzer (2023)

Daniela Carolin Schwarzer (* 1973 in Hamburg) ist eine deutsche Politikwissenschaftlerin und seit 2023 Mitglied des Vorstands der Bertelsmann Stiftung. Sie ist eine führende Expertin für europäische und internationale Angelegenheiten und weist eine langjährige Karriere in Denkfabriken, Stiftungen und Universitäten sowie im Journalismus vor.

## Ausbildung
Nach dem Abitur im Jahr 1992 studierte Schwarzer Politikwissenschaft und Linguistik an der Universität Tübingen. Auslandsaufenthalte führten sie an die britische University of Reading und das französische Institut d’études politiques de Paris (Sciences Po). 2005 promovierte Schwarzer in Politischer Ökonomie an der Freien Universität Berlin mit einer Arbeit zur fiskalpolitischen Koordinierung in der Euro-Zone.

## Wirken

### Berufliche Laufbahn
Schwarzer begann ihre Karriere 1999 als Redakteurin und Frankreich-Korrespondentin der Financial Times Deutschland in Paris. Von 2004 bis 2013 arbeitete sie für die Stiftung Wissenschaft und Politik, in der sie ab 2008 die Forschungsgruppe Europa leitete, bevor sie von 2013 bis 2016 als Forschungsdirektorin im Vorstand des German Marshall Fund of the United States tätig war und das Berliner Büro sowie Europa-Programm leitete.
Von 2016 bis 2021 war Schwarzer Direktorin und CEO der Deutschen Gesellschaft für Auswärtige Politik (DGAP). Von 2021 bis 2023 war sie als Executive Director für Europa und Zentralasien bei den Open Society Foundations tätig, der weltweit größten Stiftung, die sich für die Stärkung von Rechtsstaatlichkeit, Demokratie und offenen Gesellschaften einsetzt.
Im Mai 2023 wechselte Schwarzer in den Vorstand der gemeinnützigen Bertelsmann Stiftung mit Sitz in Gütersloh. Sie verantwortet dort die Programme und Projekte zu Europas Zukunft sowie Demokratie und Zusammenhalt.

### Akademische Positionen
Schwarzer war Mitgründerin der European Political Economy Review. Sie übernahm verschiedene Lehraufträge, unter anderem 2011 an der Hertie School of Governance, am Europakolleg in Brügge, an den Universitäten Macau und Salzburg.
Von 2012 bis 2013 war sie Fellow am Weatherhead Center for International Affairs der Harvard University. 2014 wurde sie Senior Research Professor der Johns Hopkins University. 2020 folgte ein Fellowship am Belfer Center for Science and International Affairs der Harvard University.
Im Jahr 2021 wurde Schwarzer zur Honorarprofessorin für Politikwissenschaft an der Freien Universität Berlin ernannt. Sie gehört zur Arbeitsstelle für Europäische Integration am Otto-Suhr-Institut für Politikwissenschaft. Im Herbst 2022 war sie Pierre Keller Gastprofessorin an der Harvard University, mit der sie bereits als Senior Fellow des Belfer Center verbunden war.

## Mitgliedschaften und Mandate
Schwarzer wird regelmäßig als Expertin konsultiert. Sie war Ko-Berichterstatterin der Arbeitsgruppe zur Reform und Erweiterung der Europäischen Union, einberufen von der französischen und deutschen Regierung, die ihren Bericht im September 2023 vorlegte. Von 2020 bis 2022 war sie Sonderberaterin von Josep Borrell, Hoher Vertreter und Vizepräsident der Europäischen Kommission. Außerdem beriet sie Frankreich und Polen während ihrer jeweiligen EU-Ratspräsidentschaft und das Centre dʼanalyse stratégique (CAS) des französischen Premierministers.
Schwarzer ist Mitglied des Vorstands der DGAP, Mitglied des Beirats des Institut Jacques Delors und des European Council on Foreign Relations (ECFR). Im Jahr 2017 wurde sie in die Französische Ehrenlegion aufgenommen.

## Werke
- Krisenzeit: Sicherheit, Wirtschaft, Zusammenhalt – Was Deutschland jetzt tun muss. Piper, München 2023, ISBN 978-3-492-07228-1 (Rezension von Cord Aschenbrenner in der Süddeutschen Zeitung).
- Unterwegs auf hoher See: Die EU für das 21. Jahrhundert reformieren und erweitern. (PDF) Bericht der deutsch-französischen Arbeitsgruppe zur institutionellen Reform der EU. Auswärtiges Amt, September 2023, abgerufen am 29. Oktober 2023.
- Enlarging and Deepening: Giving Substance to the European Political Community. In: Bruegel Policy Contribution. Nr. 15, September 2022 (englisch, bruegel.org [abgerufen am 29. Oktober 2023]).
- Demaskiert in einer neuen Welt. In: Internationale Politik. 27. Juni 2022, abgerufen am 28. Oktober 2023.
- Final Call. Wie Europa sich zwischen China und den USA behaupten kann. Campus, Frankfurt am Main 2021, ISBN 978-3-593-51482-6 (Rezension von Eckart Stratenschulte in der Zeitschrift für Außen- und Sicherheitspolitik).
- Smarte Souveränität - 10 Aktionspläne für die künftige Bundesregierung. Deutsche Gesellschaft für Auswärtige Politik, 20. September 2021, abgerufen am 29. Oktober 2023.
- Die Europäische Währungsunion. Geschichte, Krise und Reform. Kohlhammer, Stuttgart 2015, ISBN 978-3-17-022946-4.
- Fiscal Policy Co-ordination in the European Monetary Union: A Preference-Based Explanation of Institutional Change. Nomos, Baden-Baden 2006, ISBN 3-8329-2428-0 (englisch).